# Luzula lutea
Luzule jaune
Espèce
Statut de conservation UICN

 LC  : Préoccupation mineure
La Luzule jaune (Luzula lutea) est une espèce de plantes vivaces de la famille des Juncacées.

## Écologie
Éboulis et pâturages humides de montagnes.

## Répartition
Espagne, Italie, Suisse, Tyrol. France : Alpes de la Savoie, du Dauphiné et de la Provence ; Pyrénées.

## Biologie
Floraison en juillet-août.